# Syndrome MOMO
 Mise en garde médicale
Le Syndrome MOMO est une maladie génétique extrêmement rare qui appartient aux syndromes de surcroissance et qui n'a été diagnostiqué que dans six cas à travers le monde. Son nom est un acronyme de la première lettre des quatre symptômes du syndrome : Macrosomie fœtale (surpoids à la naissance), Obésité, Macrocéphalie (hypertrophie de la tête) et anomalies Oculaires.  Le syndrome MOMO a été diagnostiqué pour la première fois en 1993 par le professeur Célia Priszkulnik Koiffmann, un chercheur brésilien dans les études génétiques et les troubles cliniques du développement neurologique.

## Symptômes
En plus des quatre symptômes qui donnent son nom au syndrome, il y a d'autres symptômes communs :
- Un front en pente du haut vers le bas
- Une maturation retardée des os
- Un retard mental

Les anomalies oculaires sont généralement le colobome rétinien et le nystagmus.

## Physiopathologie

Le syndrome MOMO est hérité d'un schéma de mutation autosomique dominante.

Parce que le syndrome MOMO est une maladie très rare, peu d'études ont été entreprises. La recherche actuelle suggère qu'il soit lié à une mutation de novo autosomique dominante.

## Cas confirmés
Archie Thompson est né en 2002 à Icklesham en Angleterre et pesait 3 740 g. À 15 mois son poids était monté à 25 kg et à 24 mois il pesait 38 kg. Le cas Thompson a été décrit dans un documentaire pour Five diffusé pour la première fois le 3 octobre 2004.
Danielle Falan, de São Paulo au Brésil, est l'une des plus anciennes malades. À l'âge de 17 ans elle a été vue dans le documentaire sur Archie Thompson.  Falan va au collège et espère aller à l'université.
Cinq autres cas ont été diagnostiqués, en Italie, au Brésil , deux en Allemagne, et en Pologne. Un cas supplémentaire a été reporté en 2010.